# Fort Stanton
Fort Stanton byggdes i New Mexico i USA för att försvara nybyggare. Först var det ett militärläger, innan det 1855 blev ett fort. Apacheindianerna stred mot USA i flera krig i Lincoln County, New Mexico, där fortet låg.

## Historia
Från 1850 till 1874 pågick stridigheter med apacheindianerna. Därför byggdes fortet 1855.
Trupper från fortet fick order att få slut på Lincoln County War 1878 och återställa ordningen i Lincoln, New Mexico.
När kriget mot apacheindianerna var slut, började militären se om fortet kunde användas till något annat. Det blev ett militärsjukhus 1899.
Under andra världskriget var det ett interneringsläger för tyskar och japaner, då USA var i krig med dessa länder.
Den 1 november 1942 flydde en grupp tyskar från lägret, men de blev infångade den 3 november efter en kort eldstrid där en av tyskarna skadades.
Fort Stanton övergavs av armén efter krigets slut 1945. År 1970 blev fortet utsett till National Historic Landmark.
År 2008 beslutade New Mexicos guvernör Bill Richardson att fortet skulle renoveras och bevaras.